# Festival di Sanremo 2016
Il sessantaseiesimo Festival di Sanremo si è svolto al teatro Ariston di Sanremo dal 9 al 13 febbraio 2016 con la conduzione, per il secondo anno consecutivo, di Carlo Conti. Nell'occasione è stato affiancato dall'attore Gabriel Garko, dalla modella e attrice rumena Mădălina Ghenea e dall'attrice comica Virginia Raffaele, la quale ha interpretato un diverso personaggio per ogni serata: Sabrina Ferilli nella prima, Carla Fracci nella seconda, Donatella Versace nella terza, Belén Rodríguez nella quarta e, infine, sé stessa nella serata finale.
Per il secondo anno di seguito la direzione artistica è stata affidata allo stesso Conti, l'orchestra è stata diretta da Pinuccio Pirazzoli, la regia è stata curata da Maurizio Pagnussat e la scenografia è stata disegnata da Riccardo Bocchini.
Vi hanno partecipato 28 artisti con altrettanti brani suddivisi in due sezioni: Campioni (composta da 20 cantanti noti) e Nuove proposte (composta da 8 giovani cantanti emergenti).
La canzone vincitrice della sezione Campioni è stata Un giorno mi dirai degli Stadio, mentre nella sezione Nuove proposte ha vinto Francesco Gabbani con il brano Amen. Il Premio della Critica "Mia Martini" è andato a Cieli immensi di Patty Pravo per la sezione Campioni e ad Amen di Francesco Gabbani per la sezione Nuove proposte.
Come già accaduto l'anno precedente, ai vincitori della sezione Campioni è stato riservato il diritto di rappresentare l'Italia all'Eurovision Song Contest. In seguito alla rinuncia degli Stadio, tale possibilità è stata concessa dalla Rai a Francesca Michielin, seconda classificata nella categoria Campioni con il brano Nessun grado di separazione. L'artista ha quindi preso parte alla sessatunesima edizione del concorso canoro europeo tenutasi a Stoccolma, in Svezia, concludendo con un sedicesimo posto.
Con il 49,52% di media è stata, in termini di share, l'edizione più vista dal 2005 compreso fino ad allora, superando anche la precedente edizione del 2015, anch'essa presentata e diretta artisticamente da Conti.

## Conduzione
Il 24 giugno 2015, durante la presentazione dei palinsesti Rai, il direttore di Rai 1 Giancarlo Leone ha ufficializzato la riconferma di Carlo Conti come presentatore del Festival di Sanremo. Il 12 gennaio 2016, in occasione della conferenza stampa di presentazione della sessantaseiesima edizione della kermesse, Conti ha annunciato la presenza di Gabriel Garko, Mădălina Ghenea e Virginia Raffaele in veste di co-conduttori. Infine, come nella precedente edizione, Rocco Tanica ha svolto il ruolo di inviato speciale nella Sala Stampa dell'Ariston attraverso video-collegamenti avvenuti nel corso delle serate.
Il 10 gennaio Giancarlo Leone ha annunciato su Twitter che la conduzione del DopoFestival è stata affidata a Nicola Savino e alla Gialappa's Band.

## Direzione artistica e autori
Durante la già citata presentazione dei palinsesti Rai, Giancarlo Leone ha rivelato anche che Carlo Conti avrebbe svolto anche il ruolo di direttore artistico della kermesse fino al 2017. Il presentatore ha presieduto la Commissione Musicale composta da Giovanni Allevi, Rosita Celentano, Piero Chiambretti, Andrea Delogu, Carolina Di Domenico e Federico Russo.
Gli autori del Festival sono stati Riccardo Cassini, Martino Clericetti, Mario D'Amico, Emanuele Giovannini, Giona Peduzzi, Ivana Sabatini, e Leopoldo Siano.

## Partecipanti

### SezioneCampioni

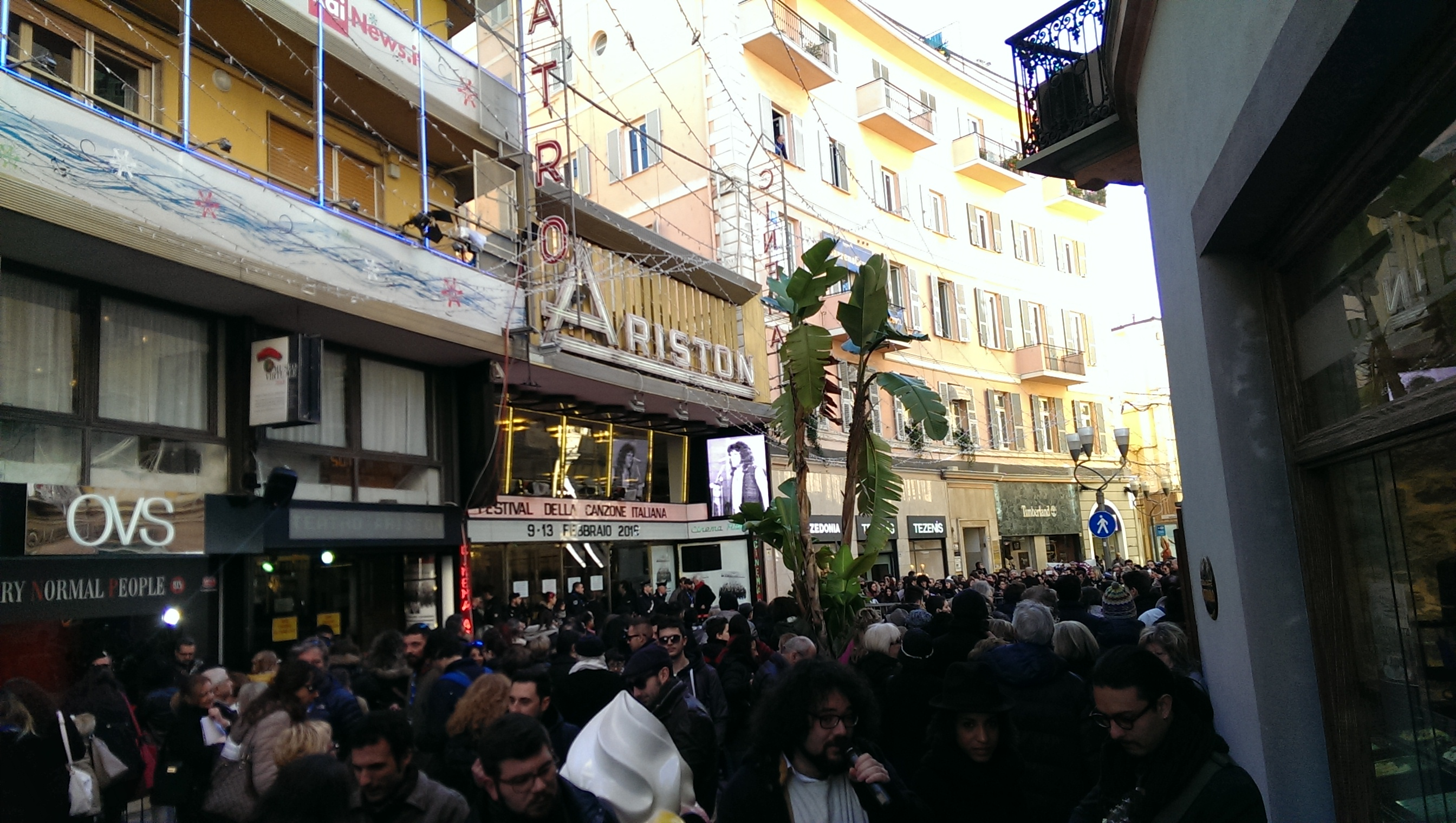
Il Teatro Ariston durante il Festival di Sanremo 2016.

Le canzoni sono state scelte e/o gli artisti sono stati invitati dal direttore artistico Carlo Conti, il quale si è potuto avvalere della consulenza della Commissione Musicale.
Il 13 dicembre 2015 Conti ha comunicato i nomi dei 20 artisti in gara al Festival di Sanremo 2016 e i titoli delle relative canzoni nel corso del programma L'Arena condotto da Massimo Giletti su Rai 1.
| Interprete                        | Ultime partecipazioni al Festival                 |
| --------------------------------- | ------------------------------------------------- |
| Alessio Bernabei                  | 2015 (come membro dei Dear Jack)                  |
| Annalisa                          | 2015                                              |
| Arisa                             | 2014                                              |
| Bluvertigo                        | 2001                                              |
| Clementino                        | Esordiente                                        |
| Dear Jack                         | 2015                                              |
| Dolcenera                         | 2012                                              |
| Elio e le Storie Tese             | 2013                                              |
| Enrico Ruggeri                    | 2010                                              |
| Francesca Michielin               | Esordiente                                        |
| Giovanni Caccamo e Deborah Iurato | 2015 (nella sezione Nuove proposte) ed Esordiente |
| Irene Fornaciari                  | 2012                                              |
| Lorenzo Fragola                   | 2015                                              |
| Neffa                             | 2004                                              |
| Noemi                             | 2014                                              |
| Patty Pravo                       | 2011                                              |
| Rocco Hunt                        | 2014 (nella sezione Nuove proposte)               |
| Stadio                            | 2007                                              |
| Valerio Scanu                     | 2010                                              |
| Zero Assoluto                     | 2007                                              |

### SezioneNuove proposte
In occasione della sessantaseiesima edizione del Festival di Sanremo, la selezione di 6 delle 8 Nuove Proposte è avvenuta attraverso l'apposito concorso televisivo Sanremo Giovani. Il programma, originariamente ideato da Pippo Baudo, è stato riproposto con una nuova formula a distanza di 13 anni dalla sua ultima edizione.
La selezione è stata suddivisa in tre fasi. Nella prima, la fase di ascolto, i candidati hanno dovuto proporre i loro brani attraverso le rispettive case/etichette discografiche, i quali sono stati ascoltati e valutati dalla Commissione Musicale. Complessivamente, le richieste di partecipazione sono state 655. Per la seconda fase, la commissione ha convocato 60 candidati per un'audizione a porte chiuse. Come da regolamento, a questi si è aggiunta anche Dalise, vincitrice del Festival di Castrocaro 2015. In seguito la commissione ha reso noti i nomi dei 12 finalisti, i quali hanno avuto accesso al programma televisivo sopracitato. Il 27 novembre 2015, nel corso del programma Sanremo Giovani 2015, la Commissione Musicale ha selezionato i 6 vincitori, ovvero Cecile, Chiara Dello Iacovo, Ermal Meta, Francesco Gabbani, Irama e Michael Leonardi.
Gli altri due artisti provengono dal concorso parallelo Area Sanremo. Le 284 proposte sono state valutate da una commissione composta dal presidente Massimo Cotto, Franco Zanetti e Stefano Senardi, la quale ha selezionate 40 artisti. Il 5 e 6 novembre la medesima giuria, ampliata dalle presenze di Mauro Pagani e Maurizio Caridi, ha riascoltato dal vivo i finalisti; il giorno seguente sono stati annunciati gli 8 vincitori, ovvero Chiara Filomeni, Inigo, i Kalica, Mahmood, Mari di Guai, Miele, i Musicomio e Tita. Gli artisti si sono esibiti dunque per un'ultima volta di fronte alla Commissione Rai. I nomi dei due artisti selezionati, Mahmood e Miele, sono stati resi noti il 27 novembre nel corso della diretta di Sanremo Giovani 2015.
| Interprete          | Ultime partecipazioni al Festival                                      |
| ------------------- | ---------------------------------------------------------------------- |
| Cecile              | Esordiente                                                             |
| Chiara Dello Iacovo | Esordiente                                                             |
| Ermal Meta          | 2010 (nella sezione Nuove proposte come membro dei La Fame di Camilla) |
| Francesco Gabbani   | Esordiente                                                             |
| Irama               | Esordiente                                                             |
| Mahmood             | Esordiente                                                             |
| Michael Leonardi    | Esordiente                                                             |
| Miele               | Esordiente                                                             |

## Classifica finale

### SezioneCampioni
| Posizione | Interprete                        | Canzone                          | Autori                                                                  |
| --------- | --------------------------------- | -------------------------------- | ----------------------------------------------------------------------- |
| 1º        | Stadio                            | Un giorno mi dirai               | S. Grandi, G. Curreri, L. Chiaravalli                                   |
| 2º        | Francesca Michielin               | Nessun grado di separazione      | F. Michielin, F. Abbate, Cheope, F. Gargiulo                            |
| 3º        | Giovanni Caccamo e Deborah Iurato | Via da qui                       | G. Sangiorgi                                                            |
| 4º        | Enrico Ruggeri                    | Il primo amore non si scorda mai | E. Ruggeri                                                              |
| 5º        | Lorenzo Fragola                   | Infinite volte                   | L. Fragola, A. Filippelli, F. Ferraguzzo, R. L. Di Benedetto, R. Canale |
| 6º        | Patty Pravo                       | Cieli immensi                    | F. Zampaglione                                                          |
| 7º        | Clementino                        | Quando sono lontano              | C. Maccaro, K. Scherer, V. Stein                                        |
| 8º        | Noemi                             | La borsa di una donna            | M. Masini, M. Adami, A. Iammarino                                       |
| 9º        | Rocco Hunt                        | Wake Up                          | R. Pagliarulo, S. Benussi, V. Catanzaro                                 |
| 10º       | Arisa                             | Guardando il cielo               | G. Anastasi                                                             |
| 11º       | Annalisa                          | Il diluvio universale            | D. Calvetti, A. Scarrone                                                |
| 12º       | Elio e le Storie Tese             | Vincere l'odio                   | S. Belisari, S. Conforti, D. Civaschi, N. Fasani                        |
| 13º       | Valerio Scanu                     | Finalmente piove                 | F. Moro                                                                 |
| 14º       | Alessio Bernabei                  | Noi siamo infinito               | R. Casalino, D. Faini, I. Amatucci                                      |
| 15º       | Dolcenera                         | Ora o mai più (le cose cambiano) | Dolcenera, Finaz                                                        |
| 16º       | Irene Fornaciari                  | Blu                              | G. Dati, I. Fornaciari, M. Fontana, D. Calvetti                         |
| NF        | Zero Assoluto                     | Di me e di te                    | T. De Gasperi, A. Filippelli, M. Maffucci, L. Vicini                    |
| NF        | Bluvertigo                        | Semplicemente                    | M. Castoldi                                                             |
| NF        | Neffa                             | Sogni e nostalgia                | G. Pellino                                                              |
| NF        | Dear Jack                         | Mezzo respiro                    | S. Paviani, R. Balbo, L. Riflessi, C. Corradini                         |

### SezioneNuove Proposte
| Posizione | Interprete          | Canzone         | Autori                                 |
| --------- | ------------------- | --------------- | -------------------------------------- |
| 1º        | Francesco Gabbani   | Amen            | F. Ilacqua, F. Gabbani                 |
| 2º        | Chiara Dello Iacovo | Introverso      | C. Dello Iacovo                        |
| 3º        | Ermal Meta          | Odio le favole  | E. Meta                                |
| 4º        | Mahmood             | Dimentica       | A. Mahmoud                             |
| NF (E3)   | Miele               | Mentre ti parlo | M. Paruzzo, A. Rodini                  |
| NF (E3)   | Michael Leonardi    | Rinascerai      | M. Leonardi, E. Giacca, E. Rentocchini |
| NF (E2)   | Cecile              | N.E.G.R.A.      | L. Lombardi Dallamano                  |
| NF (E2)   | Irama               | Cosa resterà    | Irama, G. Nenna                        |

## Regolamento e serate
Il regolamento e la composizione delle serate sono pressoché identici a quelli dell'edizione precedente per entrambe le sezioni. Attraverso i quattro sistemi di votazione, ovvero televoto, Giuria della Sala Stampa, Giuria Demoscopica e Giuria degli Esperti, si è arrivati alla proclamazione delle canzoni vincitrici delle sezioni Campioni e Nuove proposte. Inizialmente le canzoni in gara sarebbero dovute essere 18, ma il conduttore data la qualità e la quantità dei brani in gara ha portato a 20 cantanti in gara.
In aggiunta al meccanismo del 2015, il regolamento del 2016 prevede il ripescaggio di uno dei 5 Campioni eliminati al termine della quarta serata. Inoltre, a differenza della scorsa edizione, le Nuove proposte si affrontano uno contro uno in scontri ad eliminazione diretta solo durante la seconda e terza serata; ad essi segue la classica finale a quattro della quarta serata.

### Prima serata
Nel corso della prima serata si sono esibiti 10 dei 20 Campioni in gara. Le canzoni sono state votate dal pubblico a casa tramite televoto e dalla Giuria della Sala Stampa. I due distinti risultati percentualizzati hanno pesato entrambi per il 50% sulla graduatoria combinata. In base alla stessa, comunicata al termine della serata, gli artisti sono stati suddivisi in due gruppi: uno composto dai primi 6 artisti in graduatoria e un altro composto dagli artisti agli ultimi 4 posti che pertanto sono “a rischio eliminazione”.

#### Campioni
A rischio
| Ordine di uscita | Artista                           | Brano                            | 1ª serata      | 1ª serata      | 1ª serata         | 1ª serata         | 1ª serata | 1ª serata             | Classifica congiunta 1ª e 2ª serata | Classifica congiunta 1ª e 2ª serata |
| Ordine di uscita | Artista                           | Brano                            | Televoto (50%) | Televoto (50%) | Sala Stampa (50%) | Sala Stampa (50%) | Totale    | Totale                | Classifica congiunta 1ª e 2ª serata | Classifica congiunta 1ª e 2ª serata |
| Ordine di uscita | Artista                           | Brano                            | %              | Graduatoria    | %                 | Graduatoria       | %         | Graduatoria combinata | %                                   | Posizione                           |
| ---------------- | --------------------------------- | -------------------------------- | -------------- | -------------- | ----------------- | ----------------- | --------- | --------------------- | ----------------------------------- | ----------------------------------- |
| 1                | Lorenzo Fragola                   | Infinite volte                   | 13,79%         | 3              | 6,30%             | 9                 | 10,04%    | 5                     | 5,02%                               | 11                                  |
| 2                | Noemi                             | La borsa di una donna            | 5,91%          | 9              | 13,17%            | 3                 | 9,54%     | 7                     | 4,77%                               | 13                                  |
| 3                | Dear Jack                         | Mezzo respiro                    | 8,83%          | 5              | 3,44%             | 10                | 6,13%     | 10                    | 3,07%                               | 19                                  |
| 4                | Giovanni Caccamo e Deborah Iurato | Via da qui                       | 16,09%         | 2              | 8,02%             | 6                 | 12,05%    | 2                     | 6,03%                               | 4                                   |
| 5                | Stadio                            | Un giorno mi dirai               | 10,65%         | 4              | 12,79%            | 5                 | 11,72%    | 3                     | 5,86%                               | 5                                   |
| 6                | Arisa                             | Guardando il cielo               | 6,78%          | 8              | 13,17%            | 3                 | 9,98%     | 6                     | 4,99%                               | 12                                  |
| 7                | Enrico Ruggeri                    | Il primo amore non si scorda mai | 8,41%          | 6              | 13,93%            | 2                 | 11,17%    | 4                     | 5,59%                               | 7                                   |
| 8                | Bluvertigo                        | Semplicemente                    | 5,62%          | 10             | 6,68%             | 8                 | 6,15%     | 9                     | 3,08%                               | 18                                  |
| 9                | Rocco Hunt                        | Wake Up                          | 16,58%         | 1              | 15,46%            | 1                 | 16,02%    | 1                     | 8,01%                               | 1                                   |
| 10               | Irene Fornaciari                  | Blu                              | 7,34%          | 7              | 7,06%             | 7                 | 7,20%     | 8                     | 3,60%                               | 17                                  |

Ospiti
- Giuseppe Ottaviani[36]
- Laura Pausini: medley Invece no / Strani amori / Vivimi, La solitudine, Simili[37][38]
- Aldo, Giovanni e Giacomo: sketch Pdor, figlio di Kmer[39][33]
- Elton John: Your Song, Sorry Seems to Be the Hardest Word e Blue Wonderful[40][41]
- Maître Gims: Est-ce que tu m'aimes?[42]
- Kasia Smutniak e Anna Foglietta[33]

### Seconda serata
All'inizio della seconda serata si sono svolti i primi due duelli delle Nuove proposte fra 4 artisti della suddetta sezione. Le canzoni sono state votate dal pubblico a casa tramite il televoto e dalla Giuria della Sala Stampa. I due distinti risultati percentualizzati hanno pesato entrambi per il 50% nella realizzazione della graduatoria combinata. I due artisti più votati hanno avuto accesso alla finale della quarta serata.
Di seguito, si sono esibiti i restanti 10 dei 20 Campioni in gara. Le canzoni sono state votate dal pubblico a casa tramite televoto e dalla Giuria della Sala Stampa. I due distinti risultati percentualizzati hanno pesato entrambi per il 50% sulla graduatoria combinata. In base alla stessa, comunicata al termine della serata, gli artisti sono stati suddivisi in due gruppi: uno composto dai primi 6 artisti in graduatoria e un altro composto dagli artisti agli ultimi 4 posti che pertanto sono “a rischio eliminazione”. Inoltre, è stata stilata (ma non diffusa) una classifica congiunta dei 20 Campioni basata sulle percentuali ottenute durante la prima e seconda serata, entrambe con peso del 50%.

#### Nuove proposte
- Ammesso alla finale

Sfida I
| Ordine di uscita | Artista             | Brano      | Televoto (50%) | Televoto (50%) | Sala Stampa (50%) | Sala Stampa (50%) | Totale | Totale                |
| Ordine di uscita | Artista             | Brano      | %              | Graduatoria    | %                 | Graduatoria       | %      | Graduatoria combinata |
| ---------------- | ------------------- | ---------- | -------------- | -------------- | ----------------- | ----------------- | ------ | --------------------- |
| 1                | Chiara Dello Iacovo | Introverso | 69,43%         | 1              | 58,12%            | 1                 | 63,78% | 1                     |
| 2                | Cecile              | N.E.G.R.A. | 30,57%         | 2              | 41,88%            | 2                 | 36,22% | 2                     |

Sfida II
| Ordine di uscita | Artista    | Brano          | Televoto (50%) | Televoto (50%) | Sala Stampa (50%) | Sala Stampa (50%) | Totale | Totale                |
| Ordine di uscita | Artista    | Brano          | %              | Graduatoria    | %                 | Graduatoria       | %      | Graduatoria combinata |
| ---------------- | ---------- | -------------- | -------------- | -------------- | ----------------- | ----------------- | ------ | --------------------- |
| 1                | Irama      | Cosa resterà   | 63,44%         | 1              | 18,64%            | 2                 | 41,04% | 2                     |
| 2                | Ermal Meta | Odio le favole | 36,56%         | 2              | 81,36%            | 1                 | 58,96% | 1                     |

#### Campioni
A rischio
| Ordine di uscita | Artista               | Brano                            | 2ª serata      | 2ª serata      | 2ª serata         | 2ª serata         | 2ª serata | 2ª serata             | Classifica congiunta 1ª e 2ª serata | Classifica congiunta 1ª e 2ª serata |
| Ordine di uscita | Artista               | Brano                            | Televoto (50%) | Televoto (50%) | Sala Stampa (50%) | Sala Stampa (50%) | Media     | Media                 | Classifica congiunta 1ª e 2ª serata | Classifica congiunta 1ª e 2ª serata |
| Ordine di uscita | Artista               | Brano                            | %              | Graduatoria    | %                 | Graduatoria       | %         | Graduatoria combinata | %                                   | Posizione                           |
| ---------------- | --------------------- | -------------------------------- | -------------- | -------------- | ----------------- | ----------------- | --------- | --------------------- | ----------------------------------- | ----------------------------------- |
| 1                | Dolcenera             | Ora o mai più (le cose cambiano) | 4,79%          | 9              | 13,74%            | 2                 | 9,27%     | 8                     | 4,63%                               | 15                                  |
| 2                | Clementino            | Quando sono lontano              | 15,50%         | 2              | 5,92%             | 8                 | 10,71%    | 5                     | 5,35%                               | 9                                   |
| 3                | Patty Pravo           | Cieli immensi                    | 12,07%         | 4              | 12,79%            | 4                 | 12,43%    | 2                     | 6,21%                               | 3                                   |
| 4                | Valerio Scanu         | Finalmente piove                 | 20,31%         | 1              | 5,73%             | 10                | 13,02%    | 1                     | 6,51%                               | 2                                   |
| 5                | Francesca Michielin   | Nessun grado di separazione      | 7,92%          | 6              | 13,74%            | 2                 | 10,83%    | 4                     | 5,42%                               | 8                                   |
| 6                | Alessio Bernabei      | Noi siamo infinito               | 12,64%         | 3              | 5,92%             | 9                 | 9,28%     | 7                     | 4,64%                               | 14                                  |
| 7                | Elio e le Storie Tese | Vincere l'odio                   | 5,96%          | 8              | 14,50%            | 1                 | 10,23%    | 6                     | 5,12%                               | 10                                  |
| 8                | Neffa                 | Sogni e nostalgia                | 2,35%          | 10             | 6,30%             | 7                 | 4,32%     | 10                    | 2,16%                               | 20                                  |
| 9                | Annalisa              | Il diluvio universale            | 11,06%         | 5              | 12,21%            | 5                 | 11,64%    | 3                     | 5,82%                               | 6                                   |
| 10               | Zero Assoluto         | Di me e di te                    | 7,41%          | 7              | 9,16%             | 6                 | 8,28%     | 9                     | 4,14%                               | 16                                  |

Ospiti
- Claudio Lippi
- Salut Salon[43]
- Maestra Marzia Lachello e i bambini Anna, Moris e Denis della scuola più piccola d'Italia di Ceresole Reale[44]
- Eros Ramazzotti: medley Terra promessa / Una storia importante / Adesso tu / Più bella cosa e Rosa nata ieri[45]
- Ezio Bosso: Following a bird[46]
- Ellie Goulding: Love Me like You Do e Army[47]
- Nicole Kidman[48]
- Nino Frassica: monologo tratto dal documentario Fuocoammare di Gianfranco Rosi ed esibizione con A mare si gioca[49] (picco di share con il 59,7% alle 00:18)[50]
- Antonino Cannavacciuolo[51]

### Terza serata
All'inizio della terza serata si sono svolti gli altri due duelli delle Nuove proposte fra i restanti 4 artisti della suddetta sezione. Le canzoni sono state votate dal pubblico a casa tramite il televoto e dalla Giuria della Sala Stampa del Festival. I due distinti risultati percentualizzati hanno pesato entrambi per il 50% nella realizzazione della graduatoria combinata. I due artisti più votati hanno avuto accesso alla quarta serata.
Di seguito, i 20 Campioni in gara hanno partecipato al Torneo delle cover, una gara parallela al concorso principale in cui ogni artista ha reinterpretato una celebre canzone italiana. I partecipanti sono stati suddivisi in 5 gruppi da 4 artisti e si sono potuti esibire insieme a ospiti italiani e/o stranieri. Le loro esibizioni sono state votate dal pubblico a casa tramite televoto e dalla Giuria della Sala Stampa. I due distinti risultati percentualizzati hanno pesato entrambi per il 50% sulla graduatoria combinata di ciascuno gruppo. Le esibizioni dei 5 vincitori sono poi state valutate attraverso il medesimo metodo. La canzone più votata è stata proclamata vincitrice del Torneo delle cover.

#### Nuove proposte
- Ammesso alla finale

Sfida III
| Ordine di uscita | Artista           | Brano           | Televoto (50%) | Televoto (50%) | Sala Stampa (50%) | Sala Stampa (50%) | Totale | Totale                |
| Ordine di uscita | Artista           | Brano           | %              | Graduatoria    | %                 | Graduatoria       | %      | Graduatoria combinata |
| ---------------- | ----------------- | --------------- | -------------- | -------------- | ----------------- | ----------------- | ------ | --------------------- |
| 1                | Miele             | Mentre ti parlo | 70,20%         | 1              | 28,15%            | 2                 | 49,17% | 2                     |
| 2                | Francesco Gabbani | Amen            | 29,80%         | 2              | 71,85%            | 1                 | 50,83% | 1                     |

Sfida IV
| Ordine di uscita | Artista          | Brano      | Televoto (50%) | Televoto (50%) | Sala Stampa (50%) | Sala Stampa (50%) | Totale | Totale                |
| Ordine di uscita | Artista          | Brano      | %              | Graduatoria    | %                 | Graduatoria       | %      | Graduatoria combinata |
| ---------------- | ---------------- | ---------- | -------------- | -------------- | ----------------- | ----------------- | ------ | --------------------- |
| 1                | Michael Leonardi | Rinascerai | 40,42%         | 2              | 26,45%            | 2                 | 33,43% | 2                     |
| 2                | Mahmood          | Dimentica  | 59,58%         | 1              | 73,55%            | 1                 | 66,57% | 1                     |

#### Campioni-Torneo delle cover- 1ª parte
Ammesso alla finale a cinque
Manche I
| Ordine | Artista - Ospite/i                | Brano (Artista originale - Anno)               | Televoto (50%) | Televoto (50%) | Sala Stampa (50%) | Sala Stampa (50%) | Totale | Totale                |
| Ordine | Artista - Ospite/i                | Brano (Artista originale - Anno)               | %              | Graduatoria    | %                 | Graduatoria       | %      | Graduatoria combinata |
| ------ | --------------------------------- | ---------------------------------------------- | -------------- | -------------- | ----------------- | ----------------- | ------ | --------------------- |
| 1      | Noemi                             | Dedicato (Loredana Bertè - 1978)               | 25,74%         | 3              | 40,95%            | 1                 | 33,35% | 1                     |
| 2      | Dear Jack                         | Un bacio a mezzanotte (Quartetto Cetra - 1952) | 27,27%         | 2              | 15,24%            | 3                 | 21,25% | 3                     |
| 3      | Zero Assoluto - Francesco Versace | Goldrake (Actarus - 1978)                      | 13,83%         | 4              | 12,86%            | 4                 | 13,34% | 4                     |
| 4      | Giovanni Caccamo e Deborah Iurato | Amore senza fine (Pino Daniele - 1998)         | 33,16%         | 1              | 30,95%            | 2                 | 32,06% | 2                     |

Manche II
| Ordine | Artista - Ospite/i              | Brano (Artista originale - Anno)          | Televoto (50%) | Televoto (50%) | Sala Stampa (50%) | Sala Stampa (50%) | Totale | Totale                |
| Ordine | Artista - Ospite/i              | Brano (Artista originale - Anno)          | %              | Graduatoria    | %                 | Graduatoria       | %      | Graduatoria combinata |
| ------ | ------------------------------- | ----------------------------------------- | -------------- | -------------- | ----------------- | ----------------- | ------ | --------------------- |
| 1      | Patty Pravo - Fred De Palma     | Tutt'al più (Patty Pravo - 1970)          | 15,02%         | 3              | 20,25%            | 3                 | 17,63% | 3                     |
| 2      | Alessio Bernabei - Benji & Fede | A mano a mano (Riccardo Cocciante - 1977) | 54,28%         | 1              | 8,68%             | 4                 | 31,48% | 2                     |
| 3      | Dolcenera                       | Amore disperato (Nada - 1983)             | 9,05%          | 4              | 26,03%            | 2                 | 17,54% | 4                     |
| 4      | Clementino                      | Don Raffaè (Fabrizio De André - 1990)     | 21,66%         | 2              | 45,04%            | 1                 | 33,35% | 1                     |

Manche III
| Ordine | Artista - Ospite/i                   | Brano (Artista originale - Anno)               | Televoto (50%) | Televoto (50%) | Sala Stampa (50%) | Sala Stampa (50%) | Totale | Totale                |
| Ordine | Artista - Ospite/i                   | Brano (Artista originale - Anno)               | %              | Graduatoria    | %                 | Graduatoria       | %      | Graduatoria combinata |
| ------ | ------------------------------------ | ---------------------------------------------- | -------------- | -------------- | ----------------- | ----------------- | ------ | --------------------- |
| 1      | Elio e le Storie Tese - Rocco Tanica | Il quinto ripensamento (Walter Murphy - 1976)  | 17,20%         | 4              | 17,36%            | 4                 | 17,28% | 4                     |
| 2      | Arisa                                | Cuore (Rita Pavone - 1963)                     | 20,22%         | 3              | 18,18%            | 3                 | 19,20% | 3                     |
| 3      | Rocco Hunt                           | Tu vuò fà l'americano (Renato Carosone - 1956) | 39,74%         | 1              | 30,99%            | 2                 | 35,37% | 1                     |
| 4      | Francesca Michielin                  | Il mio canto libero (Lucio Battisti - 1972)    | 22,84%         | 2              | 33,47%            | 1                 | 28,16% | 2                     |

Manche IV
| Ordine | Artista - Ospite/i      | Brano (Artista originale - Anno)            | Televoto (50%) | Televoto (50%) | Sala Stampa (50%) | Sala Stampa (50%) | Totale | Totale                |
| Ordine | Artista - Ospite/i      | Brano (Artista originale - Anno)            | %              | Graduatoria    | %                 | Graduatoria       | %      | Graduatoria combinata |
| ------ | ----------------------- | ------------------------------------------- | -------------- | -------------- | ----------------- | ----------------- | ------ | --------------------- |
| 1      | Neffa - The Bluebeaters | O' sarracino (Renato Carosone - 1958)       | 8,12%          | 4              | 21,74%            | 3                 | 14,93% | 4                     |
| 2      | Valerio Scanu           | Io vivrò (senza te) (Lucio Battisti - 1968) | 65,72%         | 1              | 27,39%            | 2                 | 46,55% | 1                     |
| 3      | Irene Fornaciari        | Se perdo anche te (Gianni Morandi - 1966)   | 8,98%          | 3              | 21,74%            | 3                 | 15,36% | 3                     |
| 4      | Bluvertigo              | La lontananza (Domenico Modugno - 1970)     | 17,19%         | 2              | 29,13%            | 1                 | 23,16% | 2                     |

Manche V
| Ordine | Artista - Ospite/i                        | Brano (Artista originale - Anno)               | Televoto (50%) | Televoto (50%) | Sala Stampa (50%) | Sala Stampa (50%) | Totale | Totale                |
| Ordine | Artista - Ospite/i                        | Brano (Artista originale - Anno)               | %              | Graduatoria    | %                 | Graduatoria       | %      | Graduatoria combinata |
| ------ | ----------------------------------------- | ---------------------------------------------- | -------------- | -------------- | ----------------- | ----------------- | ------ | --------------------- |
| 1      | Lorenzo Fragola                           | La donna cannone (Francesco De Gregori - 1983) | 35,78%         | 1              | 17,80%            | 3                 | 26,79% | 3                     |
| 2      | Enrico Ruggeri                            | 'A canzuncella (Alunni del Sole - 1977)        | 10,34%         | 4              | 12,29%            | 4                 | 11,31% | 4                     |
| 3      | Annalisa                                  | America (Gianna Nannini - 1979)                | 34,47%         | 2              | 25,85%            | 2                 | 30,16% | 2                     |
| 4      | Stadio - Ricky Portera e Fabio Liberatori | La sera dei miracoli (Lucio Dalla - 1980)      | 19,42%         | 3              | 44,07%            | 1                 | 31,74% | 1                     |

#### Campioni-Torneo delle cover- 2ª parte
Vincitore
| Ordine | Artista - Ospite/i                        | Brano (Artista originale - Anno)               | Televoto (50%) | Televoto (50%) | Sala Stampa (50%) | Sala Stampa (50%) | Totale | Totale            |
| Ordine | Artista - Ospite/i                        | Brano (Artista originale - Anno)               | %              | Graduatoria    | %                 | Graduatoria       | %      | Classifica finale |
| ------ | ----------------------------------------- | ---------------------------------------------- | -------------- | -------------- | ----------------- | ----------------- | ------ | ----------------- |
| 1      | Noemi                                     | Dedicato (Loredana Bertè - 1978)               | 11,80%         | 4              | 19,57%            | 3                 | 15,68% | 4                 |
| 2      | Clementino                                | Don Raffaè (Fabrizio De André - 1990)          | 19,17%         | 3              | 18,26%            | 4                 | 18,72% | 3                 |
| 3      | Rocco Hunt                                | Tu vuò fà l'americano (Renato Carosone - 1956) | 10,34%         | 5              | 20,00%            | 2                 | 15,17% | 5                 |
| 4      | Valerio Scanu                             | Io vivrò (senza te) (Lucio Battisti - 1968)    | 31,59%         | 1              | 10,00%            | 5                 | 20,80% | 2                 |
| 5      | Stadio - Ricky Portera e Fabio Liberatori | La sera dei miracoli (Lucio Dalla - 1980)      | 27,09%         | 2              | 32,17%            | 1                 | 29,63% | 1                 |

Ospiti
- Marc Hollogne[55]
- Pooh: medley Dammi solo un minuto / Tanta voglia di lei / Piccola Katy / Noi due nel mondo e nell'anima / Pensiero / Chi fermerà la musica e Uomini soli[56]
- Nicole Orlando[57]
- Pino & gli anticorpi (picco di share alle 00:35)[58]
- Hozier: Take Me to Church[59]
- Marta Zoboli e Gianluca De Angelis: sketch dei "Coniugi Salamoia"[60]

### Quarta serata
All'inizio della quarta serata si sono esibiti i 4 artisti finalisti della sezione Nuove proposte. Le canzoni sono state votate dal pubblico tramite il televoto, dalla Giuria Demoscopica e dalla Giuria degli Esperti. I tre distinti risultati percentualizzati hanno pesato rispettivamente per il 40%, 30% e 30% nella realizzazione della graduatoria combinata. La canzone più votata è stata proclamata vincitrice della sezione Nuove proposte. Infine, sono stati assegnati il Premio della Critica "Mia Martini" e il Premio Sala Stampa Radio-TV-Web "Lucio Dalla" per la sezione Nuove proposte.
Inoltre, si sono esibiti i 20 Campioni in gara. Le canzoni sono state votate dal pubblico a casa tramite il televoto, dalla Giuria Demoscopica e dalla Giuria degli Esperti. I tre distinti risultati percentualizzati hanno pesato rispettivamente per il 40%, 30% e 30% sulla graduatoria combinata della serata. La media ponderata tra le percentuali di voto della graduatoria combinata della serata e quelle della classifica congiunta delle prime due serate ha dato una classifica totale dei Campioni.  Al termine della serata, gli artisti agli ultimi 5 posti della classifica totale sono stati provvisoriamenti eliminati; in seguito è stata aperta una finestra di televoto della durata di circa 24 ore grazie alla quale il pubblico da casa ha potuto ripescare uno dei 5 artisti esclusi.

#### Nuove proposte- Finale
- Vincitore
- Secondo classificato
- Terzo classificato
- Quarto classificato

| Ordine di uscita | Artista             | Brano          | Televoto (40%) | Televoto (40%) | Giuria Demoscopica (30%) | Giuria Demoscopica (30%) | Giuria Esperti (30%) | Giuria Esperti (30%) | Totale | Totale            |
| Ordine di uscita | Artista             | Brano          | %              | Graduatoria    | %                        | Graduatoria              | %                    | Graduatoria          |        | Classifica finale |
| ---------------- | ------------------- | -------------- | -------------- | -------------- | ------------------------ | ------------------------ | -------------------- | -------------------- | ------ | ----------------- |
| 1                | Mahmood             | Dimentica      | 11,23%         | 4              | 12,67%                   | 4                        | 18,75%               | 3                    | 13,92% | 4                 |
| 2                | Francesco Gabbani   | Amen           | 50,39%         | 1              | 29,17%                   | 2                        | 43,75%               | 1                    | 42,03% | 1                 |
| 3                | Chiara Dello Iacovo | Introverso     | 23,99%         | 2              | 36,00%                   | 1                        | 31,25%               | 2                    | 29,77% | 2                 |
| 4                | Ermal Meta          | Odio le favole | 14,39%         | 3              | 22,17%                   | 3                        | 6,25%                | 4                    | 14,28% | 3                 |

#### Campioni
- Eliminato

| Ordine di uscita | Artista                           | Brano                            | Televoto (40%) | Televoto (40%) | Giuria Demoscopica (30%) | Giuria Demoscopica (30%) | Giuria Esperti (30%) | Giuria Esperti (30%) | Classifica totale | Classifica totale |
| Ordine di uscita | Artista                           | Brano                            | %              | Graduatoria    | %                        | Graduatoria              | %                    | Graduatoria          | Classifica totale | Classifica totale |
| Ordine di uscita | Artista                           | Brano                            | %              | Graduatoria    | %                        | Graduatoria              | %                    | Graduatoria          | %                 | Posizione         |
| ---------------- | --------------------------------- | -------------------------------- | -------------- | -------------- | ------------------------ | ------------------------ | -------------------- | -------------------- | ----------------- | ----------------- |
| 1                | Annalisa                          | Il diluvio universale            | 5,49%          | 9              | 6,05%                    | 5                        | 0,63%                | 17                   | 5,01%             | 10                |
| 2                | Zero Assoluto                     | Di me e di te                    | 2,64%          | 16             | 4,05%                    | 14                       | 4,38%                | 11                   | 3,86%             | 16                |
| 3                | Rocco Hunt                        | Wake Up                          | 7,55%          | 5              | 5,02%                    | 12                       | 6,25%                | 7                    | 7,20%             | 2                 |
| 4                | Irene Fornaciari                  | Blu                              | 2,90%          | 14             | 3,50%                    | 16                       | 5,63%                | 8                    | 3,75%             | 17                |
| 5                | Giovanni Caccamo e Deborah Iurato | Via da qui                       | 8,76%          | 2              | 5,42%                    | 9                        | 5,63%                | 8                    | 6,42%             | 4                 |
| 6                | Enrico Ruggeri                    | Il primo amore non si scorda mai | 4,45%          | 11             | 6,55%                    | 4                        | 10,00%               | 2                    | 6,17%             | 5                 |
| 7                | Francesca Michielin               | Nessun grado di separazione      | 6,01%          | 8              | 8,22%                    | 1                        | 10,63%               | 1                    | 6,74%             | 3                 |
| 8                | Elio e le Storie Tese             | Vincere l'odio                   | 1,90%          | 19             | 5,97%                    | 7                        | 5,63%                | 8                    | 4,68%             | 11                |
| 9                | Patty Pravo                       | Cieli immensi                    | 7,00%          | 6              | 5,10%                    | 11                       | 4,38%                | 11                   | 5,93%             | 6                 |
| 10               | Alessio Bernabei                  | Noi siamo infinito               | 7,80%          | 4              | 2,68%                    | 19                       | 0,00%                | 20                   | 4,28%             | 14                |
| 11               | Neffa                             | Sogni e nostalgia                | 1,36%          | 20             | 3,62%                    | 15                       | 8,75%                | 4                    | 3,21%             | 19                |
| 12               | Valerio Scanu                     | Finalmente piove                 | 9,13%          | 1              | 3,05%                    | 17                       | 0,63%                | 17                   | 5,63%             | 7                 |
| 13               | Dear Jack                         | Mezzo respiro                    | 3,58%          | 13             | 2,78%                    | 18                       | 0,63%                | 17                   | 2,76%             | 20                |
| 14               | Noemi                             | La borsa di una donna            | 4,34%          | 12             | 7,02%                    | 3                        | 6,88%                | 6                    | 5,34%             | 8                 |
| 15               | Stadio                            | Un giorno mi dirai               | 8,09%          | 3              | 7,88%                    | 2                        | 10,00%               | 2                    | 7,23%             | 1                 |
| 16               | Arisa                             | Guardando il cielo               | 2,55%          | 17             | 5,88%                    | 8                        | 3,13%                | 14                   | 4,36%             | 13                |
| 17               | Lorenzo Fragola                   | Infinite volte                   | 4,79%          | 10             | 5,13%                    | 10                       | 2,50%                | 16                   | 4,61%             | 12                |
| 18               | Bluvertigo                        | Semplicemente                    | 2,03%          | 18             | 1,97%                    | 20                       | 7,50%                | 5                    | 3,36%             | 18                |
| 19               | Dolcenera                         | Ora o mai più (le cose cambiano) | 2,72%          | 15             | 6,03%                    | 6                        | 3,13%                | 14                   | 4,23%             | 15                |
| 20               | Clementino                        | Quando sono lontano              | 6,91%          | 7              | 4,08%                    | 13                       | 3,75%                | 13                   | 5,23%             | 9                 |

Ospiti
- Miele: Mentre ti parlo[63]
- Enrico Brignano: monologo sui figli[63][65]
- Elisa: medley Luce (tramonti a nord est) / L'anima vola / Gli ostacoli del cuore e No Hero[66]
- J Balvin: Ginza[67]
- Rocco Papaleo e Alessandro Gassman[65]
- Lost Frequencies: Reality[65]

### Quinta serata - Finale
All'inizio della quinta serata è stato reso noto il nome dell'artista ripescato dal televoto. Di seguito si sono esibiti i 16 Campioni finalisti, i cui voti precedentemente accumulati sono stati azzerati. Le canzoni sono state votate dal pubblico a casa tramite il televoto, dalla Giuria Demoscopica e dalla Giuria degli Esperti. I tre distinti risultati percentualizzati hanno pesato rispettivamente per il 40%, 30% e 30% nella realizzazione della classifica finale.
Gli artisti alle prime tre posizioni della graduatoria combinata sono stati ammessi alla seconda fase della finale, durante la quale si è proceduto ad un'ulteriore votazione azzerando il punteggio precedentemente acquisito e impiegando il medesimo sistema. La canzone più votata è stata proclamata vincitrice della sezione Campioni. Infine, sono stati assegnati il Premio della Critica "Mia Martini" e il Premio Sala Stampa Radio-TV-Web Lucio Dalla per la sezione Campioni, il Premio "Sergio Bardotti" per il miglior testo e il Premio "Giancarlo Bigazzi" al miglior arrangiamento.

#### Campioni- Ripescaggio
- Rientrato in gara

| Codice | Artista          | Brano             | Televoto | Televoto  |
| Codice | Artista          | Brano             | %        | Posizione |
| ------ | ---------------- | ----------------- | -------- | --------- |
| 01     | Zero Assoluto    | Di me e di te     | 14,40%   | 4         |
| 02     | Irene Fornaciari | Blu               | 31,46%   | 1         |
| 03     | Dear Jack        | Mezzo respiro     | 29,08%   | 2         |
| 04     | Neffa            | Sogni e nostalgia | 9,97%    | 5         |
| 05     | Bluvertigo       | Semplicemente     | 15,09%   | 3         |

#### Campioni- Finale - 1ª parte
- Ammesso alla finale a tre

| Ordine di uscita | Artista                           | Brano                            | Televoto (40%) | Televoto (40%) | Giuria Demoscopica (30%) | Giuria Demoscopica (30%) | Giuria Esperti (30%) | Giuria Esperti (30%) | Totale | Totale            |
| Ordine di uscita | Artista                           | Brano                            | %              | Graduatoria    | %                        | Graduatoria              | %                    | Graduatoria          | %      | Classifica finale |
| ---------------- | --------------------------------- | -------------------------------- | -------------- | -------------- | ------------------------ | ------------------------ | -------------------- | -------------------- | ------ | ----------------- |
| 1                | Francesca Michielin               | Nessun grado di separazione      | 8,17%          | 5              | 9,72%                    | 2                        | 6,88%                | 4                    | 8,25%  | 2                 |
| 2                | Alessio Bernabei                  | Noi siamo infinito               | 8,05%          | 6              | 3,12%                    | 15                       | 0,00%                | 15                   | 4,16%  | 14                |
| 3                | Clementino                        | Quando sono lontano              | 7,80%          | 8              | 4,22%                    | 13                       | 3,75%                | 8                    | 5,51%  | 7                 |
| 4                | Patty Pravo                       | Cieli immensi                    | 8,23%          | 3              | 5,98%                    | 11                       | 3,75%                | 7                    | 6,21%  | 6                 |
| 5                | Lorenzo Fragola                   | Infinite volte                   | 9,40%          | 2              | 5,93%                    | 12                       | 2,50%                | 11                   | 6,29%  | 5                 |
| 6                | Noemi                             | La borsa di una donna            | 4,12%          | 11             | 8,03%                    | 3                        | 4,38%                | 5                    | 5,37%  | 8                 |
| 7                | Elio e le Storie Tese             | Vincere l'odio                   | 2,66%          | 14             | 6,13%                    | 9                        | 4,38%                | 6                    | 4,22%  | 12                |
| 8                | Arisa                             | Guardando il cielo               | 3,73%          | 12             | 7,20%                    | 5                        | 3,13%                | 9                    | 4,59%  | 10                |
| 9                | Stadio                            | Un giorno mi dirai               | 10,30%         | 1              | 10,57%                   | 1                        | 45,00%               | 1                    | 20,79% | 1                 |
| 10               | Annalisa                          | Il diluvio universale            | 5,45%          | 10             | 6,52%                    | 6                        | 0,63%                | 14                   | 4,32%  | 11                |
| 11               | Rocco Hunt                        | Wake Up                          | 7,43%          | 9              | 6,00%                    | 10                       | 1,25%                | 13                   | 5,15%  | 9                 |
| 12               | Dolcenera                         | Ora o mai più (le cose cambiano) | 2,39%          | 16             | 6,38%                    | 7                        | 1,88%                | 12                   | 3,43%  | 15                |
| 13               | Enrico Ruggeri                    | Il primo amore non si scorda mai | 3,62%          | 13             | 7,52%                    | 4                        | 8,75%                | 3                    | 6,33%  | 4                 |
| 14               | Giovanni Caccamo e Deborah Iurato | Via da qui                       | 7,85%          | 7              | 6,32%                    | 8                        | 10,63%               | 2                    | 8,22%  | 3                 |
| 15               | Valerio Scanu                     | Finalmente piove                 | 8,20%          | 4              | 2,95%                    | 16                       | 0,00%                | 15                   | 4,17%  | 13                |
| 16               | Irene Fornaciari                  | Blu                              | 2,60%          | 15             | 3,42%                    | 14                       | 3,13%                | 9                    | 3,00%  | 16                |

#### Campioni- Finale - 2ª parte
- Vincitore

| Ordine | Artista                           | Brano                       | Televoto (40%) | Televoto (40%) | Giuria Demoscopica (30%) | Giuria Demoscopica (30%) | Giuria Esperti (30%) | Giuria Esperti (30%) | Totale | Totale            |
| Ordine | Artista                           | Brano                       | %              | Graduatoria    | %                        | Graduatoria              | %                    | Graduatoria          | Totale | Totale            |
| Ordine | Artista                           | Brano                       | %              | Graduatoria    | %                        | Graduatoria              | %                    | Graduatoria          | %      | Classifica finale |
| ------ | --------------------------------- | --------------------------- | -------------- | -------------- | ------------------------ | ------------------------ | -------------------- | -------------------- | ------ | ----------------- |
| 1      | Giovanni Caccamo e Deborah Iurato | Via da qui                  | 26,43%         | 3              | 29,39%                   | 3                        | 25,00%               | 3                    | 26,89% | 3                 |
| 2      | Francesca Michielin               | Nessun grado di separazione | 29,58%         | 2              | 34,72%                   | 2                        | 27,08%               | 2                    | 30,37% | 2                 |
| 3      | Stadio                            | Un giorno mi dirai          | 43,99%         | 1              | 35,89%                   | 1                        | 47,92%               | 1                    | 42,74% | 1                 |

Ospiti
- Francesco Gabbani: Amen[72]
- Il Volo (in collegamento da New York)[72]
- Roberto Bolle[73]
- Cristina D'Avena (accompagnata da Max Brigante e Andrea Pellizzari): medley Il valzer del moscerino / Kiss Me Licia / Occhi di gatto / Canzone dei Puffi[74]
- Giorgio Panariello e Leonardo Pieraccioni[75]
- Renato Zero: medley La favola mia / Più su / Amico / Nei giardini che nessuno sa / Cercami / Il cielo / I migliori anni della nostra vita, Triangolo / Mi vendo e Gli anni miei raccontano[8]
- Giuseppe Fiorello: monologo su Acciaierie d'Italia e Amara terra mia[76]
- Willy William: Ego[77]

Videomessaggi
Ogni artista ha ricevuto un videomessaggio di incoraggiamento prima della sua esibizione durante la serata finale. Sono intervenuti:
- Fiorello per Francesca Michielin
- Miguel Bosé per Alessio Bernabei
- Salvatore Esposito per Clementino
- Loredana Bertè per Patty Pravo
- Ficarra e Picone per Lorenzo Fragola
- J-Ax per Noemi
- Mal per Elio e le Storie Tese
- Giusy Ferreri per Arisa
- Carlo Verdone per gli Stadio
- Francesco Renga per Annalisa
- Vincenzo Salemme per Rocco Hunt
- Raffaella Carrà, Emis Killa e Max Pezzali per Dolcenera
- Francesco Pannofino per Enrico Ruggeri
- Giuliano Sangiorgi per Giovanni Caccamo e Deborah Iurato
- Fabrizio Moro per Valerio Scanu
- Serena Dandini per Irene Fornaciari

Videomessaggi degli artisti eliminati
- Maria De Filippi per i Dear Jack
- Daniele Bossari per Neffa
- Simona Ventura per i Bluvertigo
- Marco Maccarini per gli Zero Assoluto

## Premi

### SezioneCampioni
- Vincitore 66º Festival di Sanremo sezione Campioni: Stadio con Un giorno mi dirai[32]
- Rappresentante italiano all'Eurovision Song Contest 2016: Francesca Michielin[13]
- Podio - secondo classificato 66º Festival di Sanremo sezione Campioni: Francesca Michielin con Nessun grado di separazione[32]
- Podio - terzo classificato 66º Festival di Sanremo sezione Campioni: Giovanni Caccamo e Deborah Iurato con Via da qui[32]
- Premio della Critica "Mia Martini" sezione Campioni: Patty Pravo con Cieli immensi[10]
- Premio Sala Stampa Radio-TV-Web "Lucio Dalla" sezione Campioni: Stadio con Un giorno mi dirai[10]
- Premio "Giancarlo Bigazzi" al miglior arrangiamento: Stadio con Un giorno mi dirai[70]
- Premio Miglior cover: Stadio con La sera dei miracoli[32]
- Premio Targa PMI Produttori Musicali Italiani: Noemi con La borsa di una donna[78]

### SezioneNuove proposte
- Vincitore 66º Festival di Sanremo sezione Nuove proposte: Francesco Gabbani con Amen[32]
- Premio Emanuele Luzzati: Francesco Gabbani con Amen
- Podio - secondo classificato 66º Festival di Sanremo sezione Nuove proposte: Chiara Dello Iacovo con Introverso[32]
- Podio - terzo classificato 66º Festival di Sanremo sezione Nuove proposte: Ermal Meta con Odio le favole[32]
- Premio della Critica "Mia Martini" sezione Nuove proposte: Francesco Gabbani con Amen[11]
- Premio Sala Stampa Radio-TV-Web "Lucio Dalla" sezione Nuove proposte: Chiara Dello Iacovo con Introverso[62]
- Premio "Sergio Bardotti" per il miglior testo: Francesco Gabbani con Amen[69]
- Premio Assomusica per la migliore esibizione live: Chiara Dello Iacovo con Introverso[79]

### Altri premi
- Premio alla carriera "Città di Sanremo": Aldo, Giovanni e Giacomo[34]
- Disco multiplatino e di platino FIMI: Ellie Goulding rispettivamente con Love Me like You Do e On My Mind
- Disco di platino FIMI: Maître Gims con Est-ce que tu m'aimes?
- Disco di platino FIMI: J Balvin con Ginza
- Disco d'oro FIMI: Willy William con Ego

## Orchestra
La Sanremo Festival Orchestra è stata diretta dal maestro Pinuccio Pirazzoli. Durante le esibizioni dei cantanti è stata diretta dai maestri:
- Giuseppe Barbera per Arisa
- Diego Calvetti per Irene Fornaciari, Annalisa e i Dear Jack
- Carlo Carcano per i Bluvertigo
- Enzo Campagnoli per Dolcenera e Clementino[80]
- Vittorio Cosma per gli Elio e le Storie Tese (solo serata cover)
- Beppe D'Onghia per gli Stadio
- Nicolò Fragile per Arisa (solo serata cover)
- Umberto Iervolino per Alessio Bernabei
- Lorenzo Lombardi Dallamano per Cecile
- Massimo Morini per Ermal Meta e Chiara Dello Iacovo
- Giulio Nenna per Irama
- Daniele Parziani per Giovanni Caccamo e Deborah Iurato e Michael Leonardi
- Adriano Pennino per gli Zero Assoluto
- Andrea Rodini per Mahmood
- Roberto Rossi per Noemi, Rocco Hunt, Lorenzo Fragola, Enrico Ruggeri, Francesca Michielin (solo serata cover)
- Vince Tempera per Francesco Gabbani
- Peppe Vessicchio per Patty Pravo, Valerio Scanu, Neffa, Francesca Michielin e gli Elio e le Storie Tese[81]
- Massimo Zanotti per Miele

## Jingle
Anche quest'anno, come nell'edizione precedente, l'entrata in scena di ciascun Campione è accompagnata da uno stacchetto che riprende un successo della sua carriera.
- Alessio Bernabei: Domani è un altro film (2014)
- Annalisa: Una finestra tra le stelle (2015)
- Arisa: Controvento (2014)
- Bluvertigo: L'assenzio (The Power of Nothing) (2001)
- Clementino: 'O vient (2013)
- Dear Jack: Il mondo esplode tranne noi (2015)
- Dolcenera: Com'è straordinaria la vita (2006)
- Elio e le Storie Tese: La terra dei cachi (1996)
- Enrico Ruggeri: Mistero (1993)
- Francesca Michielin: L'amore esiste (2015)
- Irene Fornaciari: Il mondo piange (2010)
- Giovanni Caccamo e Deborah Iurato: Ritornerò da te (Giovanni Caccamo, 2015)
- Lorenzo Fragola: Siamo uguali (2015)
- Neffa: Sigarette (2015)
- Noemi: Sono solo parole (2012)
- Patty Pravo: ...e dimmi che non vuoi morire (1997)
- Rocco Hunt: Nu juorno buono (2014)
- Stadio: Acqua e sapone (1983)
- Valerio Scanu: Per tutte le volte che... (2010)
- Zero Assoluto: Svegliarsi la mattina (2006)

## Regia
Per il secondo anno di seguito la regia è stata affidata a Maurizio Pagnussat, sulla scia del sodalizio artistico che da diversi anni lo lega a Carlo Conti. Il regista si è avvalso di 10 telecamere che si muovono in sintonia con la grafica. L'intento è stato quello di rappresentare un abbraccio ideale tra pubblico e palco del teatro Ariston per cercare un senso di continuità tra platea e palcoscenico. Pagnussat ha affermato che "il Festival avrà un'immagine innovativa che piacerà anche al pubblico più giovane, ma sempre nel rispetto dell'eleganza classica". Le luci sono state curate da Marco Lucarelli.

## Scenografia
Come nel 2015, la scenografia è stata disegnata da Riccardo Bocchini ed è in linea con il progetto dell'edizione precedente, in quanto ispirata allo sbocciare di un fiore. La fioritura è metaforicamente rappresentata dall’apertura sull’asse orizzontale del sipario in ledwall prima concavo e poi convesso e sull’asse verticale del sipario kinetic polarizzato. La scala centrale, elemento cult della tradizione festivaliera, è ispirata al principio del bicchiere richiudibile, oggetto molto in voga dagli anni ’60. Tutta la scena, il ledwall, il sipario polarizzato e la scala telescopica sono stati mappati e su tutte le superfici si è potuto proiettare grafica dedicata a seconda dei momenti di spettacolo. A partire dalla scala anteriore, che evoca la prua di una nave, una linea sinuosa cinge le due sezioni orchestrali (a sinistra quella sinfonica, a destra quella ritmica) e continua verso la platea fino a congiungersi alla scritta Sanremo 2016. La scenografia è impreziosita dalle lavorazioni in policarbonato artistico dello scultore Davide Dall'Osso.

## Giurie

### Televoto
È il mezzo attraverso cui il pubblico da casa ha potuto esprimere le sue preferenze.
Nel corso delle prime tre serate, Il televoto e il voto della Giuria della Sala Stampa, entrambi con peso del 50%, hanno determinato la graduatorie combinate dei Campioni e delle Nuove proposte, mentre nella quarta serata e nella finale il televoto ha contribuito per il 40% alle graduatorie combinate di entrambe le sezioni assieme al voto della Giuria Demoscopica (30%) e della Giuria degli Esperti (30%). Nel caso specifico della prima e della seconda serata, per la sezione Campioni, sono state aperte una sessione singola di televoto per ognuno dei 10 artisti in gara, ovvero una breve sessione attiva durante l'esibizione (in cui è stato possibile votare solo l'artista che si esibiva in quel momento) e una sessione highlights, aperta al termine di tutte le 10 esibizioni della serata (in cui si è potuto votare per tutti i 10 artisti in gara). In tutte le altre serate si è trattato di sessioni uniche.

### Giuria della Sala Stampa

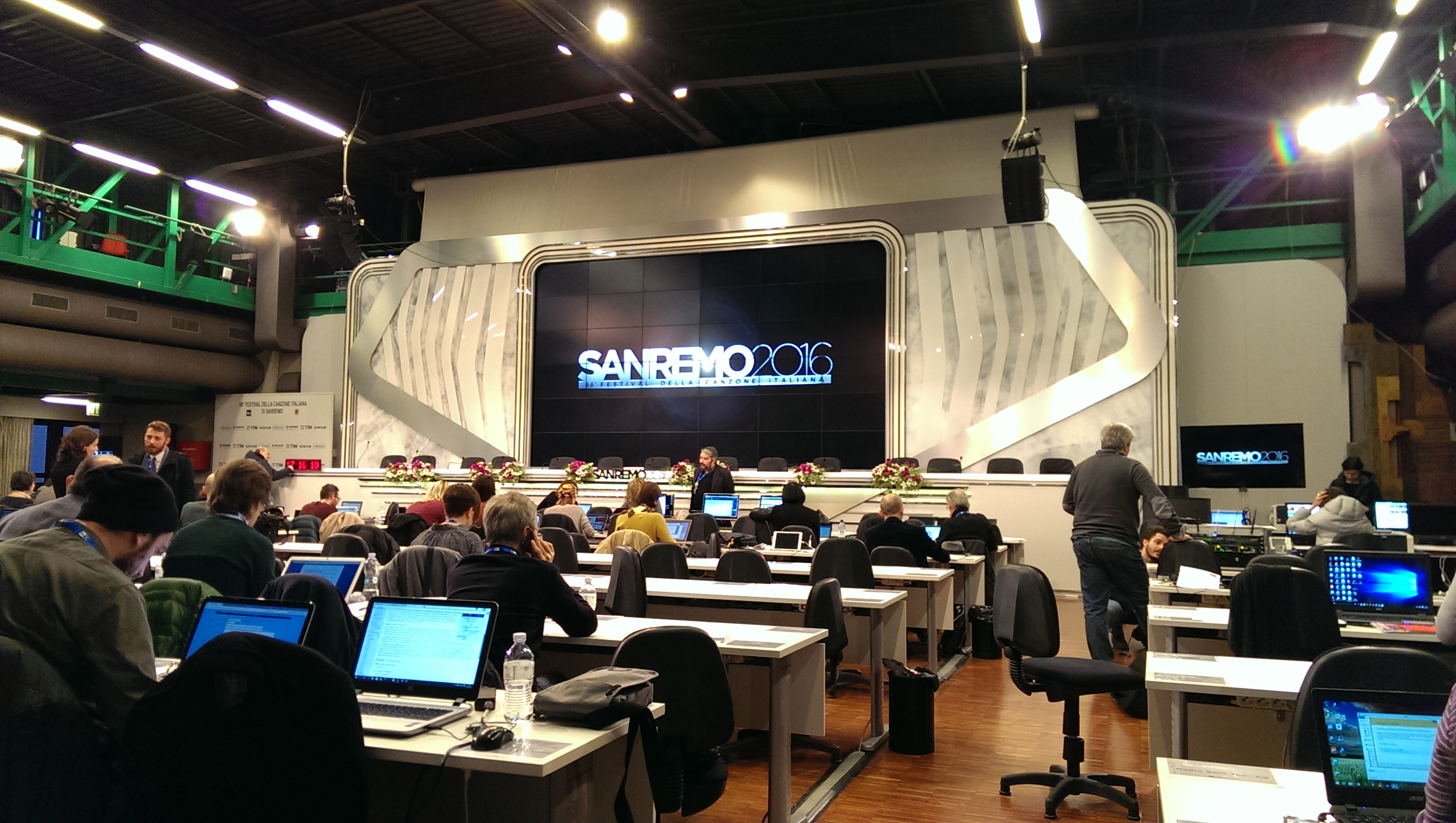
La Sala Stampa Ariston Roof all'interno del Teatro Aristion durante il Festival di Sanremo.

La Giuria della Sala Stampa è composta dai giornalisti accreditati presso la Sala stampa Roof Ariston e la Sala stampa Radio-TV-Web "Lucio Dalla" aventi diritto di voto.
Nel corso delle prime tre serate, Il televoto e il voto della Giuria della Sala Stampa, entrambi con peso del 50%, hanno determinato la graduatorie combinate dei Campioni e delle Nuove proposte. Ogni giornalista ha espresso le proprie preferenze secondo le seguenti regole:
- Campioni
  - 1ª e 2ª serata: 4 preferenze singole, ossia da attribuire a 4 artisti differenti;
  - 3a serata: 2 preferenze singole, ossia da attribuire a 2 artisti differenti.
- Nuove proposte
  - 2ª e 3ª serata: una preferenza per uno dei due artisti.

#### Sala Stampa Ariston Roof
La Sala Stampa Ariston Roof è situata all'interno del Teatro Ariston e riunisce i rappresentanti delle testate accreditate fra agenzie giornalistiche, quotidiani, periodici, web, giornali radio, tg e rubriche televisive, nonché testate giornalistiche e radiotv straniere. A maggioranza dei votanti ha attribuito il Premio della Critica "Mia Martini" per entrambe le sezioni.

#### Sala Stampa Radio-TV-Web "Lucio Dalla"
La Sala Stampa Radio-TV-Web "Lucio Dalla" è situata presso il Palafiori di Sanremo e riunisce i rappresentanti delle principali emittenti radiofoniche e televisive private, come giornalisti, conduttori e tecnici. A maggioranza dei votanti ha attribuito il Sala Stampa Radio-TV-Web "Lucio Dalla" per entrambe le sezioni.

### Giuria Demoscopica
La Giuria Demoscopica un campione di 300 abituali ascoltatori, acquirenti e appassionati di musica originari di tutta Italia e differenti per sesso ed età. I giurati esprimono le loro preferenze da casa attraverso un sistema elettronico nel momento immediatamente successivo alla sua esecuzione in puntata. Il campione è stato costituito da persone diverse in ciascuna serata in cui è chiamato ad esprimersi.
La Giuria Demoscopica ha votato nella quarta serata e nella finale per entrambe le sezioni con un peso del 30% sulla graduatoria combinata assieme al televoto (40%) e della Giuria degli Esperti (30%). Ogni giurato ha espresso le proprie preferenze secondo le seguenti regole:
- Campioni
  - 4a serata: 20 preferenze, tutte da attribuire, per un massimo di 10 preferenze sullo stesso artista e con l'obbligo di votare almeno 10 artisti e un massimo di 19;
  - Finale, 1ª parte: 20 preferenze, tutte da attribuire, per un massimo di 10 preferenze sullo stesso artista e con l'obbligo di votare almeno 8 artisti e un massimo di 15;
  - Finale, 2ª parte: 6 preferenze, da distribuire nella seguente modalità: 3 sul preferito, 2 sul secondo e 1 sul terzo.
- Nuove proposte
  - 4a serata: una preferenza per uno dei due artisti.

### Giuria degli Esperti
La Giuria degli Esperti è composta da 8 personaggi del mondo della musica, dello spettacolo e della cultura che non hanno alcun legame particolare con i concorrenti della kermesse.
La Giuria degli Esperti ha votato nella quarta serata e nella finale per entrambe le sezioni con un peso del 30% sulla graduatoria combinata assieme al televoto (40%) e della Giuria Demoscopica (30%). Ogni giurato ha espresso le proprie preferenze secondo le seguenti regole:
- Campioni
  - 4a serata: 20 preferenze, tutte da attribuire, per un massimo di 10 preferenze sullo stesso artista e con l'obbligo di votare almeno 10 artisti e un massimo di 19;
  - Finale, 1ª parte: 20 preferenze, tutte da attribuire, per un massimo di 10 preferenze sullo stesso artista e con l'obbligo di votare almeno 8 artisti e un massimo di 15;
  - Finale, 2ª parte: 6 preferenze, da distribuire nella seguente modalità: 3 sul preferito, 2 sul secondo e 1 sul terzo.
- Nuove proposte
  - 4a serata: una preferenza per uno dei due artisti.

Inoltre, la Giuria degli Esperti ha attribuito il Premio "Sergio Bardotti" per il miglior testo.
La Giuria degli Esperti della sessantaseiesima edizione del Festival è stata composta da:
- Franz Di Cioccio (musicista) - Presidente
- Fausto Brizzi (regista cinematografico)
- Valentina Correani (ex VJ, conduttrice televisiva)
- Federico l'Olandese Volante (DJ)
- Nicoletta Mantovani (produttrice cinematografica)

- Paola Maugeri (giornalista, cantante e conduttrice televisiva)
- Massimiliano Pani (compositore, arrangiatore e produttore discografico)
- Laura Valente (cantante e musicista)

### Orchestra
A maggioranza dei votanti, i musicisti della Sanremo Festival Orchestra hanno attribuito il Premio per il miglior arrangiamento.

### Ex aequo
In caso di ex aequo dopo quattro cifre decimali nei risultati complessivi in serata, si è fatto riferimento alla graduatoria del televoto. In caso di ulteriore persistenza di ex aequo, nelle prime tre serate si è fatto riferimento alla graduatoria della giuira della Sala Stampa; nelle due ultime serate, alla graduatoria della Giuria degli Esperti. Circa il ripescaggio dei Campioni, in caso di ex aequo, gli 8 componenti della Giuria di Esperti saranno chiamati ad esprimere (con un voto ciascuno) la propria preferenza per la canzone-Artista da riammettere in competizione e, in caso di ulteriore persistenza di ex aequo, sarà il Presidente della Giuria di Esperti ad esprimersi definitivamente.

## AnteprimaSanremo Start
Le serate del Festival sono state precedute da un'anteprima denominata Sanremo Start trasmessa in access prime time dalle 20:30 alle 21:10 circa e introdotta dall'attore comico palermitano Sergio Friscia nei panni del giornalista di cronaca Tony Sciacallo. All'inizio dell'anteprima della prima serata sono stati mostrati i 65 vincitori delle passate edizioni del Festival; di seguito, sono stati presentati i 20 Campioni in gara alternando le loro interviste con immagini delle prove e del red carpet tenutosi l'8 febbraio davanti al Teatro Ariston. La medesima fascia oraria delle successive tre serate è stata dedicata alla gara delle Nuove proposte. Nella quinta serata l'anteprima è stata dedicata all ripescaggio di uno dei cinque artisti della categoria Campioni eliminati la sera precedente.

## DopoFestival
Il DopoFestival, dopo otto anni di assenza (nelle edizioni del 2014 e 2015 era stato trasmesso solo in streaming sul sito Rai.tv), è tornato in onda su Rai 1 con la conduzione di Nicola Savino e la Gialappa's Band e la partecipazione di Max Giusti e la band di Vittorio Cosma in diretta da Villa Ormond di Sanremo. È stato trasmesso per la durata di un'ora circa subito dopo il termine di ogni serata del Festival (esclusa quella finale) e vi hanno preso parte diversi artisti in gara e non. Gli autori sono Lucio Wilson, Giovanni Benincasa, Giorgio Cappozzo e Giuseppe Ninno.

## Esclusi
Fra gli artisti non ammessi a partecipare nella sezione Campioni vi sono Marco Carta, Syria, Shalpy e Roberto Blasi (con il brano Il pettirosso) L'Aura, i Perturbazione, Francesco Sarcina, Omar Pedrini (con il brano Freak Antoni), Don Backy, Loredana Errore,, Bugo (con il brano Me la godo), Fabio Curto e Francesco Facchinetti, Paolo Vallesi e Donatella Rettore. Le indiscrezioni che hanno preceduto il Festival hanno spesso riportato anche i nomi di Paola Turci, Marina Rei, i Tiromancino, Amara, Fausto Leali e Luca Barbarossa.
Fra i 61 artisti di Sanremo Giovani che non sono riusciti ad accedere alla fase finale vi sono Giordana Angi, La Rappresentante di Lista Avincola, Timothy Cavicchini e Madh. I Siberia sono riusciti ad approdare al programma ma non a rientrare fra i 6 vincitori.

## Ascolti
Risultati di ascolto delle varie serate, secondo rilevazioni Auditel.

### Festival di Sanremo 2016
| Messa in onda      | I parte            | I parte            | II parte           | II parte           | Media ponderata | Media ponderata |
| Messa in onda      | Telespettatori     | Share              | Telespettatori     | Share              | Telespettatori  | Share           |
| ------------------ | ------------------ | ------------------ | ------------------ | ------------------ | --------------- | --------------- |
| 9 febbraio 2016    | 12.516.000         | 49,15%             | 5.907.000          | 52,31%             | 11.134.000      | 49,48%          |
| 10 febbraio 2016   | 12.390.000         | 49,19%             | 6.357.000          | 54,03%             | 10.748.000      | 49,91%          |
| 11 febbraio 2016   | 12.033.000         | 45,91%             | 6.821.000          | 58,04%             | 10.462.000      | 47,88%          |
| 12 febbraio 2016   | 12.201.000         | 46,05%             | 6.414.000          | 55,20%             | 10.164.000      | 47,81%          |
| 13 febbraio 2016   | 12.695.000         | 48,76%             | 8.712.000          | 64,89%             | 11.222.000      | 52,52%          |
| Media delle serate | Media delle serate | Media delle serate | Media delle serate | Media delle serate | 10.745.000      | 49,52%          |

Il picco di ascolto è stato alle 1:25 di domenica 14 febbraio 2016 alla proclamazione dei vincitori, con il 74% di share.

### Sanremo Start
| Messa in onda    | Telespettatori | Share  |
| ---------------- | -------------- | ------ |
| 9 febbraio 2016  | 9.798.000      | 34,37% |
| 10 febbraio 2016 | 9.816.000      | 34,60% |
| 11 febbraio 2016 | 9.276.000      | 32,62% |
| 12 febbraio 2016 | 8.640.000      | 30,05% |
| 13 febbraio 2016 | 9.815.000      | 36,50% |
| Media            | 9.469.000      | 33,63% |

## Classifiche

### Classifica passaggi radio
| Artista                           | Canzone                          | Posizione massima | Posizione massima            | Posizione massima                 |
| Artista                           | Canzone                          | Sanremo Big 2016  | Airplay italiano (nazionale) | Airplay italiano (internazionale) |
| --------------------------------- | -------------------------------- | ----------------- | ---------------------------- | --------------------------------- |
| Francesca Michielin               | Nessun grado di separazione      | 1                 | 1                            | 1                                 |
| Stadio                            | Un giorno mi dirai               | 2                 | 2                            | 7                                 |
| Rocco Hunt                        | Wake Up                          | 3                 | 4                            | 12                                |
| Lorenzo Fragola                   | Infinite volte                   | 4                 | 8                            | 18                                |
| Zero Assoluto                     | Di me e di te                    | 5                 | 10                           | 22                                |
| Noemi                             | La borsa di una donna            | 6                 | 12                           | 62                                |
| Dear Jack                         | Mezzo respiro                    | 7                 | 18                           | —                                 |
| Enrico Ruggeri                    | Il primo amore non si scorda mai | 8                 | 15                           | —                                 |
| Alessio Bernabei                  | Noi siamo infinito               | 9                 | 11                           | —                                 |
| Arisa                             | Guardando il cielo               | 10                | 13                           | —                                 |
| Patty Pravo                       | Cieli immensi                    | 11                | 19                           | 36                                |
| Neffa                             | Sogni e nostalgia                | 12                | 17                           | 33                                |
| Giovanni Caccamo e Deborah Iurato | Via da qui                       | 13                | —                            | —                                 |
| Dolcenera                         | Ora o mai più (le cose cambiano) | 14                | 20                           | —                                 |
| Annalisa                          | Il diluvio universale            | 15                | —                            | —                                 |
| Clementino                        | Quando sono lontano              | 16                | —                            | —                                 |
| Valerio Scanu                     | Finalmente piove                 | 17                | 20                           | —                                 |
| Elio e le Storie Tese             | Vincere l'odio                   | 18                | —                            | —                                 |
| Bluvertigo                        | Semplicemente                    | 19                | —                            | —                                 |
| Irene Fornaciari                  | Blu                              | 20                | —                            | —                                 |

### Singoli
| Artista                           | Singolo                          | Italia (Massima posizione raggiunta) | Italia (Certificazioni vendite FIMI) | Vendite  |
| --------------------------------- | -------------------------------- | ------------------------------------ | ------------------------------------ | -------- |
| Francesca Michielin               | Nessun grado di separazione      | 1                                    | Platino (2)                          | 100.000+ |
| Stadio                            | Un giorno mi dirai               | 3                                    | Oro                                  | 25.000+  |
| Valerio Scanu                     | Finalmente piove                 | 6                                    | Platino                              | 50.000+  |
| Lorenzo Fragola                   | Infinite volte                   | 7                                    | Platino                              | 50.000+  |
| Clementino                        | Quando sono lontano              | 10                                   | Platino                              | 50.000+  |
| Rocco Hunt                        | Wake Up                          | 11                                   | Oro                                  | 25.000+  |
| Alessio Bernabei                  | Noi siamo infinito               | 12                                   | Platino                              | 50.000+  |
| Francesco Gabbani                 | Amen                             | 14                                   | Platino                              | 50.000+  |
| Patty Pravo                       | Cieli immensi                    | 16                                   | Oro                                  | 25.000+  |
| Arisa                             | Guardando il cielo               | 19                                   | Oro                                  | 25.000+  |
| Annalisa                          | Il diluvio universale            | 25                                   |                                      |          |
| Zero Assoluto                     | Di me e di te                    | 26                                   | Oro                                  | 25.000+  |
| Noemi                             | La borsa di una donna            | 29                                   |                                      |          |
| Giovanni Caccamo e Deborah Iurato | Via da qui                       | 31                                   |                                      |          |
| Irene Fornaciari                  | Blu (Irene Fornaciari)           | 39                                   |                                      |          |
| Elio e le Storie Tese             | Vincere l'odio                   | 44                                   |                                      |          |
| Dolcenera                         | Ora o mai più (le cose cambiano) | 52                                   |                                      |          |
| Enrico Ruggeri                    | Il primo amore non si scorda mai | 59                                   |                                      |          |
| Ermal Meta                        | Odio le favole                   | 66                                   |                                      |          |
| Chiara Dello Iacovo               | Introverso                       | 68                                   |                                      |          |
| Dear Jack                         | Mezzo respiro                    | 69                                   |                                      |          |
| Bluvertigo                        | Semplicemente                    | 78                                   |                                      |          |
| Neffa                             | Sogni e nostalgia                | 80                                   |                                      |          |
| Clementino                        | Don Raffaè                       | 90                                   |                                      |          |
| Irama                             | Cosa resterà                     | 100                                  |                                      |          |

### Album
| Artista               | Album                                | Italia (Massima posizione raggiunta) | Italia (Certificazioni vendite FIMI) | Vendite |
| --------------------- | ------------------------------------ | ------------------------------------ | ------------------------------------ | ------- |
| Lorenzo Fragola       | Zero Gravity                         | 1                                    | Oro                                  | 25.000+ |
| Alessio Bernabei      | Noi siamo infinito                   | 2                                    | Oro                                  | 25.000+ |
| Rocco Hunt            | SignorHunt - Wake Up Edition *       | 2                                    | Oro                                  | 25.000+ |
| Francesca Michielin   | di20are *                            | 3                                    | Oro                                  | 25.000+ |
| Stadio                | Miss nostalgia                       | 3                                    |                                      |         |
| Annalisa              | Se avessi un cuore                   | 4                                    |                                      |         |
| Elio e le Storie Tese | Figgatta de Blanc                    | 5                                    |                                      |         |
| Noemi                 | Cuore d'artista                      | 6                                    |                                      |         |
| Patty Pravo           | Eccomi                               | 6                                    |                                      |         |
| Clementino            | Miracolo! Ultimo Round *             | 7                                    | Oro                                  | 25.000+ |
| Zero Assoluto         | Di me e di te                        | 14                                   |                                      |         |
| Arisa                 | Guardando il cielo                   | 16                                   |                                      |         |
| Dear Jack             | Mezzo respiro                        | 17                                   |                                      |         |
| Francesco Gabbani     | Eternamente ora                      | 18                                   |                                      |         |
| Valerio Scanu         | Finalmente piove                     | 18                                   |                                      |         |
| Enrico Ruggeri        | Un viaggio incredibile               | 22                                   |                                      |         |
| Giovanni Caccamo      | Non siamo soli                       | 25                                   |                                      |         |
| Deborah Iurato        | Sono ancora io                       | 31                                   |                                      |         |
| Dolcenera             | Le stelle non tremano - Supernovae * | 37                                   |                                      |         |
| Chiara Dello Iacovo   | Appena sveglia                       | 39                                   |                                      |         |
| Ermal Meta            | Umano                                | 45                                   |                                      |         |
| Irama                 | Irama                                | 51                                   |                                      |         |
| Irene Fornaciari      | Questo tempo                         | 63                                   |                                      |         |
| Miele                 | Occhi                                | 64                                   |                                      |         |

- Gli album segnati con l'asterisco sono riedizioni di album usciti precedentemente (la massima posizione è data solo dalla riedizione, la certificazione da entrambe le versioni).

### Compilation
| Compilation  | Italia (Massima posizione raggiunta) | Italia (Certificazioni vendite FIMI) | Vendite |
| ------------ | ------------------------------------ | ------------------------------------ | ------- |
| Sanremo 2016 | 1                                    | Oro                                  | 30.000+ |

La compilation contiene tutti i brani partecipanti alla manifestazione, tranne i brani di Elio e le Storie Tese e Dear Jack.

## Eurovision Song Contest

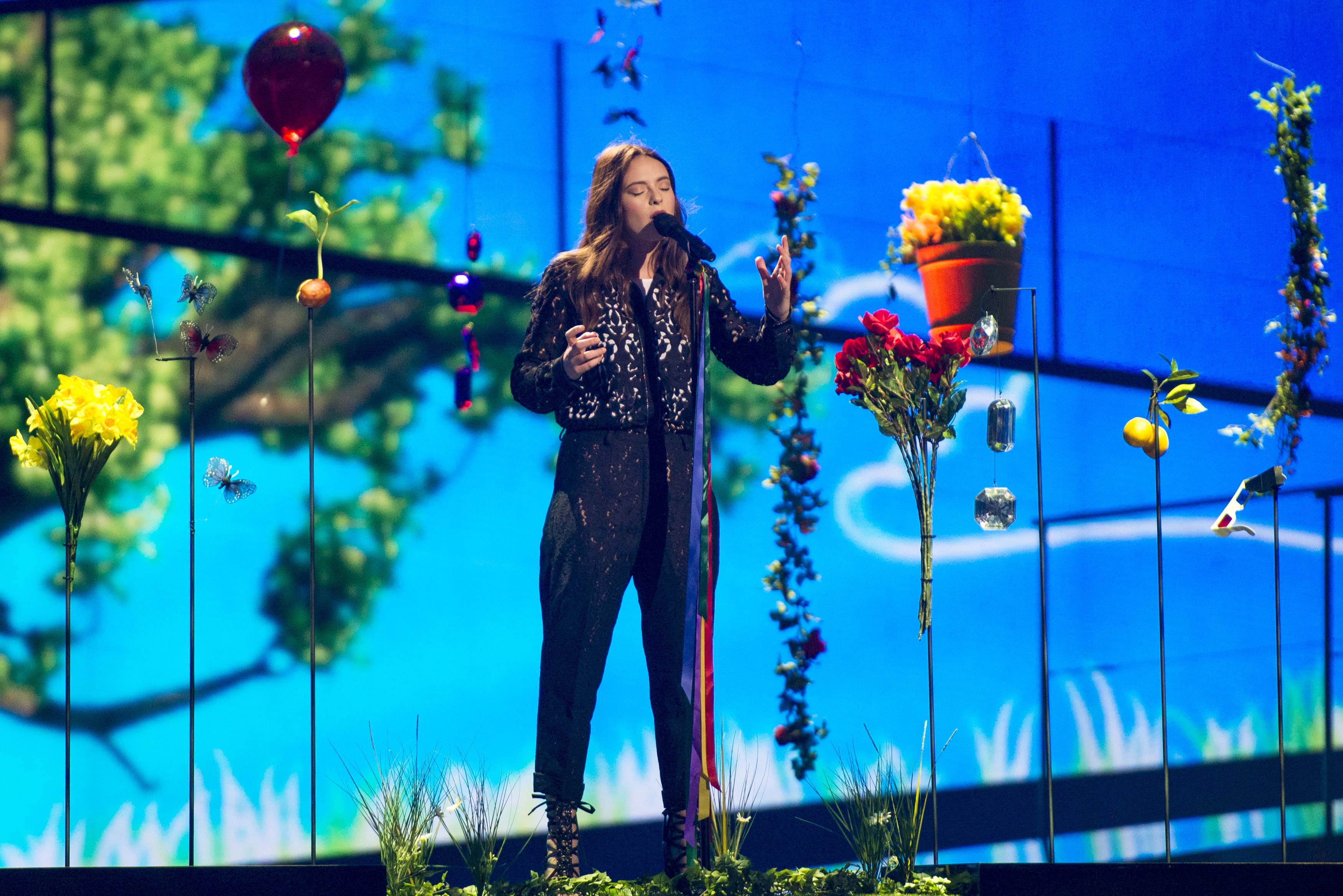
Francesca Michielin durante le prove per la finale dell'Eurovision Song Contest 2016 a Stoccolma, in Svezia.

Come da regolamento, al vincitore della sezione Campioni è stata offerta la possibilità di rappresentare l'Italia all'Eurovision Song Contest. Sebbene la Rai, a pochi minuti dalla vittoria degli Stadio, avesse comunicato su Twitter che il gruppo non si sarebbe avvalso della facoltà di partecipare all'evento, durante la conferenza stampa dei vincitori il frontman Gaetano Curreri ha asserito che la proposta sarebbe stata valutata nei giorni successivi. Tuttavia, nel primo pomeriggio del giorno seguente, la band ha ufficialmente declinato l'invito a prendere parte al concorso europeo a causa di impegni preprogrammati. La Rai si è quindi riservata il diritto di scegliere il partecipante secondo propri criteri. La scelta è ricaduta sulla cantautrice Francesca Michielin, la quale ha accettato di rappresentare l'Italia all'Eurovision Song Contest 2016 con il brano Nessun grado di separazione. Il 14 marzo la Rai ha comunicato che l'artista avrebbe gareggiato con No Degree of Separation, una versione ridotta del brano sanremese comprensiva di un ritornello in lingua inglese. In quanto membro delle cosiddette Big Five, l'Italia si è automaticamente qualificato per la finale.
Il 14 maggio 2016 Francesca Michielin si è esibita alla Stockholm Globe Arena di Stoccolma in occasione della finale dell'evento. Al termine della serata la cantante si è classificata sedicesima con 124 punti. Nella classifica delle giurie nazionali è risultata essere tredicesima con 90 punti (tra cui i douze points di Francia e Norvegia), mentre al televoto si è classificata diciottesima con 34 punti. L'edizione è stata vinta dalla cantante Jamala in rappresentanza dell'Ucraina con 1944, un brano molto discusso incentrato sulla deportazione dei tatari di Crimea negli anni '40.

## Eventi di particolare rilievo
- Nel corso della sessantaseiesima edizione del Festival molti artisti e ospiti hanno esibito nastrini o altri accessori richiamanti la bandiera arcobaleno, simbolo dei movimenti LGBT, per sostenere l'approvazione del ddl sulle unioni civili promosso dalla senatrice del Partito Democratico Monica Cirinnà. L'iniziativa è stata lanciata dal blogger e Influencer Andrea Pinna, il quale ha esortato i cantanti in gara ad indossare un "richiamo arcobaleno" per manifestare supporto alla causa alla vigilia della kermesse.[115] L'invito è stato colto in primis da Noemi e Arisa,[116] alle quali sono seguite moltissime personalità che per tutta la durata del Festival hanno fatto sfoggio di accessori rainbow. Fra i Campioni che vi hanno aderito figurano anche Enrico Ruggeri, i Bluvertigo, Irene Fornaciari, Dolcenera, Patty Pravo, Valerio Scanu, Francesca Michielin, Annalisa, Giovanni Caccamo, Deborah Iurato, Clementino, Rocco Hunt e Lorenzo Fragola; hanno preso parte anche le Nuove proposte Ermal Meta, Francesco Gabbani, Michael Leonardi e Mahmood. Fra gli ospiti hanno partecipato Eros Ramazzotti, i Pooh, Hozier, Benji & Fede, i Bluebeaters, Elisa, Lost Frequencies, Roberto Bolle, Cristina D'Avena, Guglielmo Scilla, Alessandro Gassmann e Rocco Papaleo. Anche le presentatrici Mădălina Diana Ghenea e Virginia Raffaele e il direttore d'orchestra Giuseppe Vessicchio si sono mostrati con dettagli arcobaleno.[117][118][119][120][121][122]
  - Pur non indossando nulla di arcobaleno, nella terza serata gli Elio e le Storie Tese hanno sostenuto la causa vestendosi completamente di rosa.[123]
  - Sebbene gli Stadio siano stati uno dei pochi partecipanti a non fare sfoggio dei nastri arcobaleno, nel corso della conferenza stampa al termine della finale i componenti del gruppo hanno comunque dato il loro pieno appoggio al ddl.[124]
- Patty Pravo è stata la prima cantante donna in gara in tutta la storia del Festival ad aver ricevuto una standing ovation dal pubblico al termine della propria esibizione durante la prima serata.
- All'inizio della terza serata, la prima sfida della sezione Nuove proposte in cui si sono affrontati Miele e Francesco Gabbani ha visto trionfare in un primo momento la cantautrice siciliana con il 53% dei voti. Tuttavia, nel corso della diretta televisiva è stato annunciato un errore di calcolo dei voti provenienti dalla sala stampa, la quale è poi riuscita ad esprimere le proprie preferenze. La votazione corretta ha quindi ribaltato il verdetto, dichiarando la vittoria di Gabbani per meno del 51% dei voti. Il cantautore carrarese ha poi vinto fra le Nuove proposte, mentre Miele è stata chiamata ad esibirsi in apertura della quarta serata come consolazione all'errore commesso.[125]
- In occasione di questa edizione il gruppo di comici The Jackal ha sfidato vari cantanti a pronunciare delle frasi legate ad alcune produzioni del proprio canale YouTube. Nello specifico, le sfide sono state: "Sta senza pensier" per Noemi (prima serata), "Deux frittures" per Clementino (seconda serata), "Grazie sbiaditi" per i Dear Jack (terza serata) e "Ciao Alfredo" per gli Zero Assoluto (quarta serata). Inoltre hanno sfidato anche uno degli ospiti dell'ultima serata, Guglielmo Scilla, a rivolgere a Carlo Conti la domanda "Hai mai cercato Google su Google?". Il riferimento è alla webserie Lost in Google.[126]

## Curiosità
- La sessantaseiesima edizione del Festival di Sanremo è stata l'unica, insieme a quella del 2023, in cui il vincitore del torneo delle cover è riuscito a trionfare anche nella gara principale. Nel 2015 Nek fu secondo nella classifica finale, così come Geolier nel 2024, mentre Ermal Meta fu terzo nel 2017 e nel 2021, così come Al Bano nel 2011 e Gianni Morandi nel 2022. Nel 2020 Tosca si è classificata al sesto posto così come Giorgia nel 2025, mentre nel 2012 i Marlene Kuntz furono addirittura eliminati nel corso della terza serata.
- Dopo Roberto Vecchioni, il batterista degli Stadio Giovanni Pezzoli è il secondo artista meno giovane ad aver vinto il Festival di Sanremo (gruppi inclusi) con i suoi 63 anni, 8 mesi e 30 giorni. Seguono Gaetano Curreri (63 anni, 7 mesi e 18 giorni) e Andrea Fornili (54 anni, 3 mesi e 9 giorni), rispettivamente frontman e chitarrista del medesimo gruppo.
- Per la quarta volta le cantanti Arisa e Noemi hanno preso parte alla stessa edizione del Festival di Sanremo. Le due artiste hanno esordito nella sezione principale della kermesse nel 2010 per poi riproporsi, oltre che in questa, anche nelle edizioni 2012, 2014, 2016 e 2021.
- Francesca Michielin, vincitrice della quinta edizione di X Factor, si è ritrovata a concorrere nella sezione Campioni assieme a ben tre dei quattro giudici del programma al tempo della sua partecipazione, ovvero Elio, Arisa e Morgan.
- Alessio Bernabei è l'ex voce dei Dear Jack, gruppo in gara nella sezione Campioni che aveva già partecipato all'edizione precedente proprio con Bernabei in qualità di frontman.
- Per celebrare il suo cinquantesimo anno di carriera, durante la serata dedicata alle cover Patty Pravo è stata la prima cantante nella storia del Festival a proporre una propria canzone. Per l'occasione ha rivisitato il suo successo del 1970 Tutt'al più assieme al rapper Fred De Palma.
- Per il secondo anno di seguito, Annalisa è il primo artista dei Campioni ad esibirsi nella quarta serata del Festival.
- Nella serata finale il gruppo Elio e le Storie Tese si sono esibiti con il look ispirato al famoso gruppo rock Kiss. La loro esibizione è stata segnalata a Gene Simmons, frontman storico della band, che ha apprezzato la performance.
- Fra i 4 finalisti della sezione Nuove proposte vi sono 3 futuri vincitori del Festival di Sanremo: Francesco Gabbani (2017), Ermal Meta (2018, in coppia con Fabrizio Moro) e Mahmood (2019 e 2022, in coppia con Blanco).
- A partire da questa edizione il Premio per il miglior arrangiamento è intitolato al produttore, compositore e paroliere Giancarlo Bigazzi.